# Kajyngdy (Kirgisistan)
Kajyngdy (kirgisisch Кайыңды; russisch Каинды/Kaindy) ist eine Stadt im Oblus Tschüi in Kirgisistan. Sie ist Verwaltungssitz des Rajon Panfilow und hat 7526 Einwohner (Stand 2009). Bis 2012 war Kajyngdy als Siedlung städtischen Typs klassifiziert.
Kajyngdy liegt an der Bahnstrecke Lugowoi–Bischkek und ist der kirgisische Grenzbahnhof zu Kasachstan.

## Bevölkerung
| Jahr | Einwohnerzahl |
| ---- | ------------- |
| 1970 | 7.914         |
| 1979 | 10.644        |
| 1989 | 11.716        |
| 1999 | 9.085         |
| 2009 | 7.526         |
| 2021 | 9.561         |